# 送電

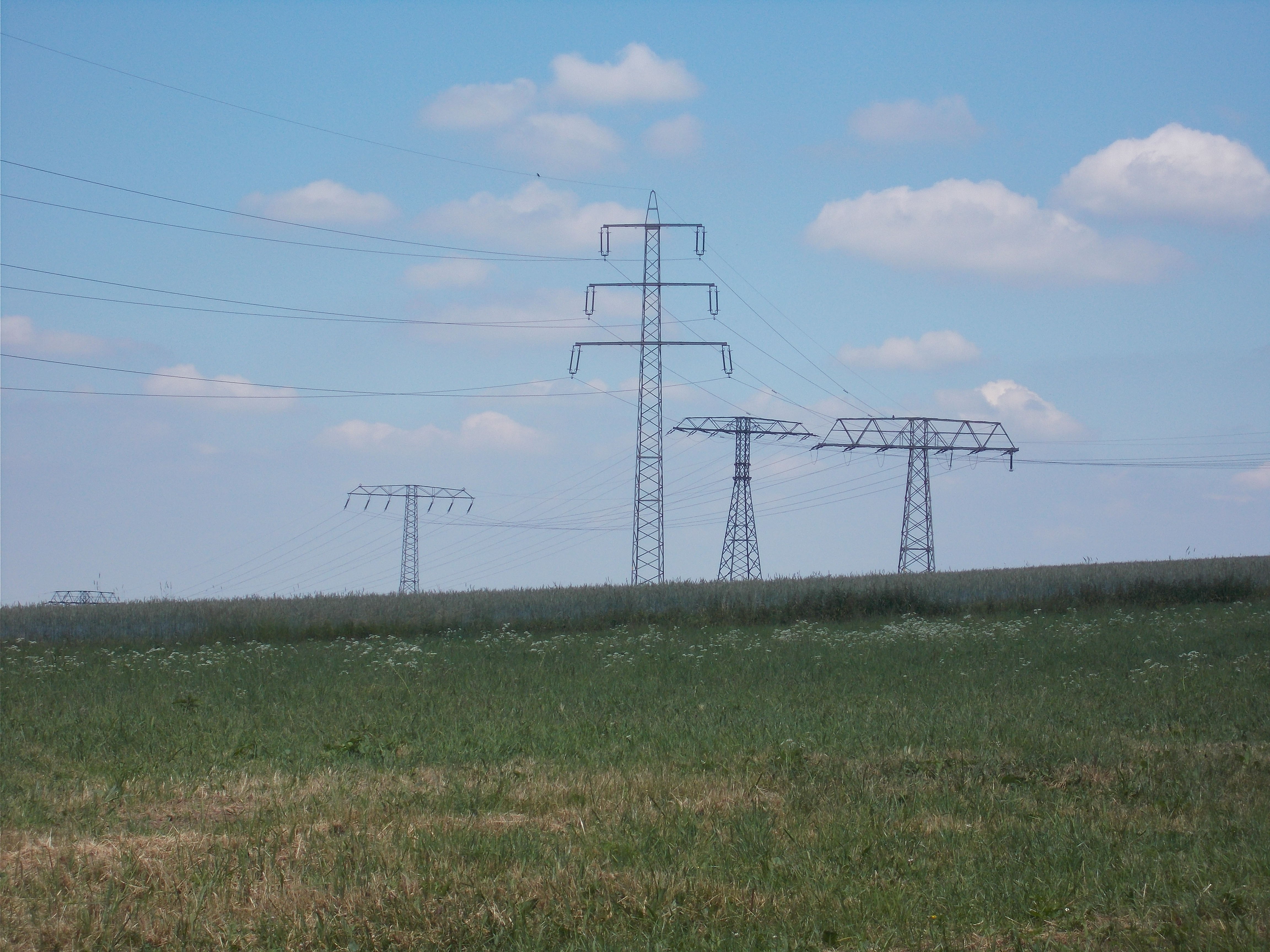
ドイツの送電線

送電（そうでん、英語: power transmission）とは、
- 電力（電気）を送ること。
- 発電所で発電した電力（電気）を配電網に供給するため、送電網システムの構築とその運用を行うこと（電気事業における送電）。電線路の一部を形成する。

## 概説
送電とは、ある長さの電線（伝導体）の両端に電圧差を発生させて電流を流すこと（通電）であり、電力を供給することである。家屋内のコンセントから電気器具の間の配線や鉄道・工場・病院などでの自家発電機からの配電もこの原理ではあるが、特に長距離の場合を送電と呼ぶ。
19世紀半ばの電気事業の黎明期には、発電所は需要の多い都市部に建設され直流や交流の電力が消費者に販売されていた。後に大規模水力発電や交流電流の長距離送電の技術が確立し大規模な送電網が張り巡らされていった。
電力の供給元である一般電気事業者（電力会社）の発電所は多くの場合、電力消費者から離れた場所に設置されている。特に大規模水力発電所はその適所が山間部であり消費者の多い平野部とは距離があり、また原子力発電所は水力発電所のような地形的制約は無く人口密集地への設置も可能ではあるがリスク回避の為に人口密集地から離れた所に設置される。長距離の送電では電線の抵抗により送電ロス（ジュール熱）が発生するため、より高電圧で低電流に変換して送電ロスを低減させている。発電所内の変電所で27.5万から50万ボルトの超高電圧へ変電（昇圧）され送電されるが電力最終消費者への送電網の途中に変電所が幾つかあり、そこでは段階的に電圧が下げられ（降圧）、日本の一般家庭向けには100ボルトまで変圧される。
送電経路内の施設と設備
発電所
発電所の出力は数千から2万ボルトの電圧であり、発電所内または隣接した変電所で27.5万から50万ボルトの超高電圧へ変電（昇圧）され送り出される。
超高圧変電所
超高圧変電所は発電所から最初の変電所で、より電力消費者に近くに立地し、15.4万ボルトへ変電され1次変電所へ送電される。
1次変電所
1次変電所では一部は15.4万ボルトのまま大工場や鉄道へ電力供給され、残りは6.6万ボルトへと変電され中間変電所へ送電される。
中間変電所
中間変電所では6.6万ボルトから2.2万ボルトへ変電され、一部は工場へ供給され、残りは配電用変電所へ送電される。
配電用変電所
配電用変電所では2.2万ボルトから6600ボルトへ変電され一部はオフィスや工場へ供給され、残りは柱上変圧器へと送り出される。
柱上変圧器
柱上変圧器では100ボルト、200ボルトへ変電され家庭や小規模事業所などへ供給される。
電線路
発電所と変電所、変電所間、電柱に取り付けられたトランスと最終電力消費者の間は鉄塔や電柱で支持された電線（架空電線路）や地中電線路で結ばれている。
以上が電力供給の経路であるが、発電所から配電用変電所までを「送電」、以降を「配電網」と呼んでいる。
通常、送電は送電経路での電力損失を抑えるため、数万ないし数十万ボルトの特別高圧で行う。近年はスマートグリッドと呼ばれるより効率的な送電方法が開発されつつある。
送電系統の過負荷・地絡・短絡・落雷などは、多数の需要家の供給支障事故につながる。
なお、規模は小さくても、例えば商用配電線と接続して売買電を行う家庭用太陽光発電システムでは、太陽電池パネルからパワーコンディショナーまでが送電系統となる。

## 送電方法
- 直流送電
- 交流送電
- マイクロ波送電
- スマートグリッド

### 無線送電
無線送電を試みようとする取り組みの中で、初期のものとしてはニコラ・テスラの「世界ワイヤレスシステム」が知られている。
現在はマイクロ波やレーザー光を用いて発電衛星から送電する計画が進行中である。既に基礎的な実験が各国で進められている （「宇宙太陽光発電」の項も参照） 。電磁場の強度は距離の二乗に反比例するので、指向性の高いレクテナを用いて受電回路は送信周波数と同調する定数に設定される。
Wi-Fiの電波を利用してテレビ用のリモコンを充電する技術が確立している。

### 蓄電池の運搬
洋上風力発電など消費地から離れた場所からの送電法として、二次電池に蓄電し電池を運搬するという手法もある。